# Camphruch

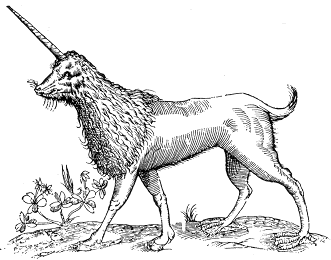
Le Camphruch dans le bestiaire d'Ulysses Aldrovardi, Monstrorum historiae, 1642

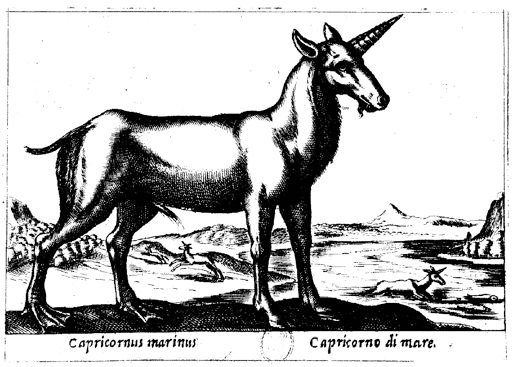
Le capricorne de mer, gravure d’Antonio Tempesta, pour le recueil La curiosa raccolta de diversi animali quadrupedi, 1636

Le camphruch, camphur ou campchurch  est un animal légendaire, décrit comme une licorne amphibie. Son seul rapport d'observation est le fait d'André Thevet, en 1575.

## Description
André Thevet voyage dans le détroit de Malacca en 1575. Il y décrit sa rencontre avec une créature proche d'une licorne amphibie, quadrupède de la taille d'une biche, avec une abondante crinière hirsute et grise qui lui recouvre tout le cou en poussant dans le sens inverse de celle du cheval. Ses deux pattes avant sont semblables à celles d'un cerf et les arrières sont palmées comme celles d'une oie. Il porte une longue corne de trois pieds et demi de long sur le front, qui a la circonférence d'un bras humain sur sa partie la plus large et la particularité d'être mobile comme le serait la crête d'un coq d'Inde. Le camphruch chasse le poisson en l’empalant sur sa corne, qui est très recherchée car elle ferait un excellent remède contre le venin. 
Quelques années plus tard, le nom de camphruch fut simplifié en camphur et repris dans d'autres bestiaires et histoires naturelles, tels que l'Histoire Naturelle de Conrad Gesner, celle d'Ulysse Aldrovandi.

## Origine
Le camphruch est assez proche des  hippocampes, des créatures fantastiques qui tiraient le char de Poséidon dans la mythologie grecque et possédaient la partie arrière d'un poisson.
Il pourrait trouver son origine dans l'observation de narvals, des mammifères marins possédant une longue défense longtemps assimilée à une corne de licorne.